# Michael Mantler

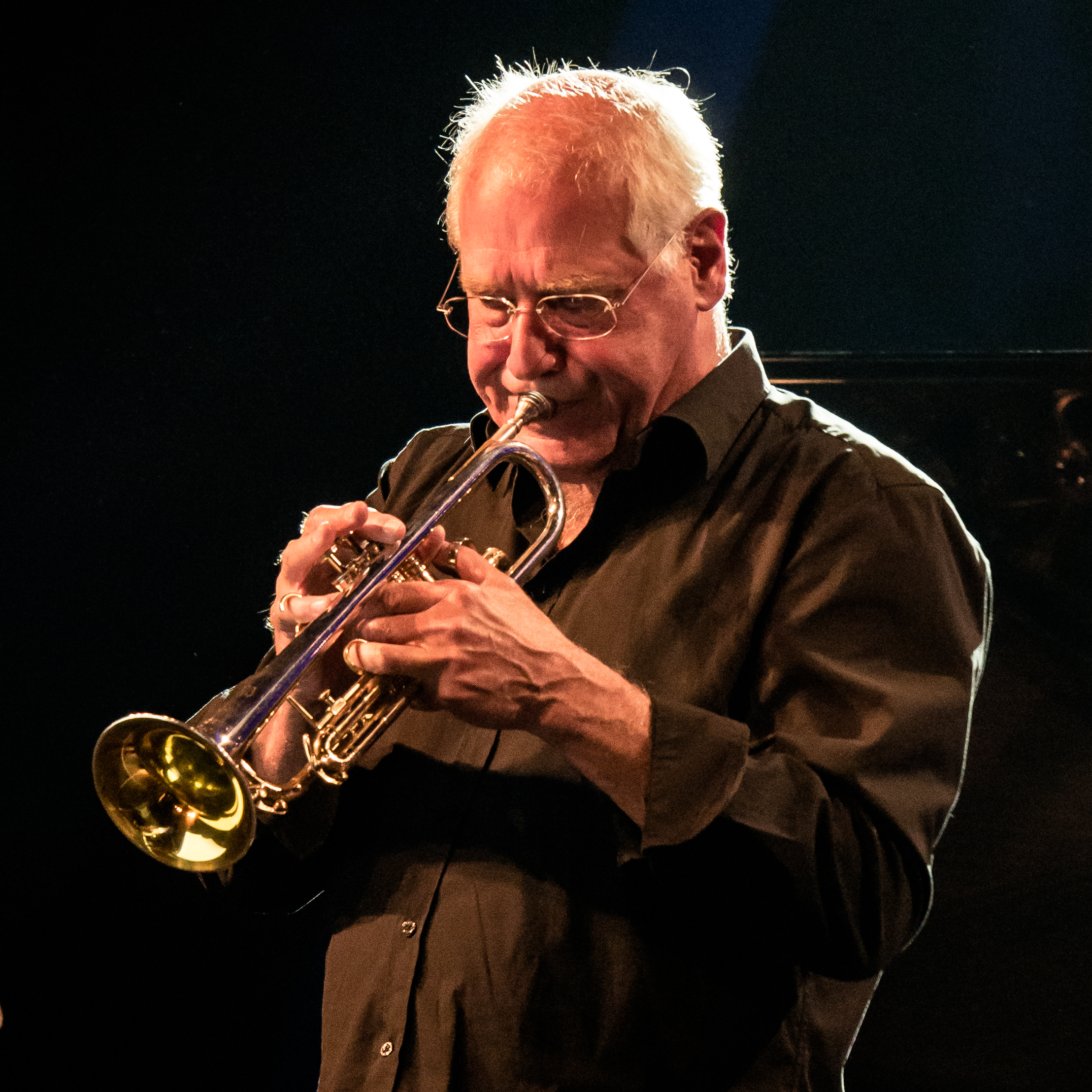
Michael Mantler beim Moers Festival 2015

Michael Mantler (* 10. August 1943 in Wien) ist ein österreichischer Komponist und Trompeter im Bereich des Jazz und der zeitgenössischen Neuen Musik.

## Leben und Wirken
Mantler wuchs in St. Pölten auf und studierte Trompete an der Wiener Musikakademie und Musikwissenschaft an der Universität Wien. 1962 ging er in die USA, um dort am Berklee College of Music seine Studien fortzusetzen. Er war mit der New Yorker Avantgarde, u. a. mit Cecil Taylor und der Jazz Composers Guild verbunden; er war Mitgründer des Jazz Composer’s Orchestra und gründete 1968 die Jazz Composer’s Orchestra Association (JCOA), eine Vereinigung mit dem Ziel, neue Kompositionen für Jazz-Orchester zu beauftragen, zu präsentieren und auf Platten zu veröffentlichen.
Die Suche nach neuen künstlerischen Ausdrucksformen verknüpfte Mantler mit Bemühungen, bessere Arbeitsbedingungen für die Musiker zu schaffen: Vertriebsprobleme der JCOA-Platten brachten ihn dazu, 1972 das New Music Distribution Service zu etablieren, eine Vertriebsfirma, die viele unabhängige Plattenlabels bis 1990 unterstützte. 1974 gründete er mit seiner damaligen Frau Carla Bley WATT, zu der ein Plattenlabel, Tonstudio und Musikverlag gehörten. Er ist der Vater der Sängerin und Organistin Karen Mantler.  
Mantler war Mitglied des Liberation Music Orchestra. Mit der Carla Bley Band und auch mit eigenen Gruppen folgten weltweite Tourneen und zahlreiche Plattenaufnahmen. Seit 1973 nahm er eigene Alben mit verschiedensten Besetzungen auf. Dabei hat er sich frühzeitig mit der Synthese von Sprache und Musik beschäftigt, wie mehrere Aufnahmen von Liedern mit Texten von Lyrikern wie Samuel Beckett (No Answer), Harold Pinter (Silence) und Edward Gorey (The Hapless Child) belegen. Mit Ausnahme von 13, einem Konzert für Klavier und zwei Orchester, (1975) verfolgte er die Linie der großorchestralen Komposition für frei improvisierende Solisten in den 1970er Jahren nicht mehr weiter, da sich nach seiner Ansicht der Free Jazz erschöpft hatte. Vielmehr verband er Jazz mit Elementen der Rockmusik und bald auch der zeitgenössischen Kammermusik.
Auftragsarbeiten und Aufführungen von und mit europäischen Orchestern folgten: Konzerte beim Nord- und Westdeutschen Rundfunk, an der Opéra de Lille sowie beim Schwedischen und Dänischen Rundfunk. 1987 erschien Many Have No Speech, ein Album mit Liedern auf Englisch, Deutsch und Französisch, das auf Texten von Samuel Beckett, Ernst Meister und Philippe Soupault basiert, geschrieben für Orchester, Trompete, Gitarre und mit stimmlicher Beteiligung von Jack Bruce, Marianne Faithfull und Robert Wyatt. Die Gesangsparts zeichnen sich häufig durch „gedehnte, beinahe klagende Psalmodienhaftigkeit“ aus.
1991 kehrte er nach Europa zurück, um in Dänemark und der südfranzösischen Provence zu leben und arbeiten. Zunehmend entwickelte er eine eigenständige, außerhalb der üblichen Jazz-Aufführungspraxis stehende Klangästhetik. 
Das Donaufestival beauftragte eine Komposition für Orchester, die ihre Premiere im Juni 1991 hatte mit dem Niederösterreichischen Tonkünstlerorchester, dirigiert von Michael Gibbs, mit Andy Sheppard als Solist. Mit dem neuen Werk wurde außerdem eine Retrospektive seiner vergangenen Arbeit präsentiert. Weitere Auftragsarbeiten wurden von der Dänischen Radio Big Band und der Big Band des Norddeutschen Rundfunks in Hamburg angefordert. 1992 nahm Mantler ein neues Album (Folly Seeing All This) mit Alexander Bălănescu und dessen Balanescu Quartet und anderen Solisten für ECM Records auf, das neue instrumentale Kompositionen und eine von Jack Bruce gesungene Vertonung von Samuel Becketts letztem Gedicht, What Is the Word, enthält. 1993 gründete er das Ensemble Chamber Music and Songs, dessen Instrumentation sich aus Solo-Stimme, Piano/Synthesizer, Gitarre, einem Streichquartett und Mantlers Trompete zusammensetzte. Nach der Uraufführung im September desselben Jahrs in Kopenhagen gab es Studioaufnahmen beim Dänischen Rundfunk.
Cerco Un Paese Innocente („Ich suche ein unschuldiges Land“), eine 70-minütige „Lieder Suite für Stimme, Untypische Big Band und Kammer Ensemble“, auf Texte des Italienischen Dichters Giuseppe Ungaretti, wurde beim Dänischen Rundfunk im Januar 1994 mit der Sängerin Mona Larsen als Solistin, plus Mantlers Ensemble und der Dänischen Radio Big Band uraufgeführt. 
1995/96 war der Arbeit an seinem multi-media Musiktheaterwerk The School of Languages („Die Schule der Sprachen“) gewidmet. Die Premiere, inszeniert von Rolf Heim, fand im August 1996 im Arken Museum of Modern Art im Rahmen des Programmes der Europäischen Kulturstadt Kopenhagen 1996 statt. Die Studioaufnahme des Werkes wurde als Doppel-CD im Oktober 1997 von ECM unter dem neuen Titel The School of Understanding („Die Schule des Verstehens“) veröffentlicht. Weitere drei Aufführungen fanden im November 1997 im Hebbel-Theater in Berlin statt.
One Symphony, eine Auftragsarbeit des Hessischen Rundfunks, wurde im November 1998 beim Forum Neue Musik vom Radio-Sinfonie-Orchester Frankfurt unter der Leitung von Peter Rundel uraufgeführt. Das Werk wurde von ECM im Februar 2000, zusammen mit den bisher unveröffentlichten Songs (mit dem Chamber Music and Songs Ensemble und Mona Larsen, Lieder mit Texten von Ernst Meister interpretierend) veröffentlicht.
Hide and Seek, ein Album mit Liedern nach Texten von Paul Auster, für Kammerorchester und zwei Sänger (Robert Wyatt und Susi Hyldgaard), wurde im März 2001 veröffentlicht. Multi-Media Musiktheater Produktionen, inszeniert von Rolf Heim, fanden in Kopenhagen (Kanonhallen, Februar 2002) und Berlin (Hebbel-Theater, März 2002) statt. im März 2005 wurde sein Marimba/Vibraphone Concerto (ursprünglich von dem Portugiesischen Perkussionisten Pedro Carneiro beauftragt) im Hessischen Rundfunk vom Radio-Sinfonie-Orchester Frankfurt unter der Leitung von Pascal Rophé uraufgeführt.
Eine Serie von Portrait-Konzerten präsentierte Mantler mit seinem Chamber Music and Songs Ensemble in Wien im September 2006. Im November 2007 präsentierte Mantler sein Concertos-Projekt im Rahmen des JazzFest Berlin mit dem Kammerensemble Neue Musik Berlin unter der Leitung von Roland Kluttig. Studioaufnahmen der Concertos mit den Solisten Bjarne Roupé (Gitarre), Bob Rockwell (Tenorsaxophon), Roswell Rudd (Posaune), Pedro Carneiro (Marimba und Vibraphon), Majella Stockhausen (Piano), Nick Mason (Schlagzeug) und Mantler selbst (Trompete) erschienen im November 2008.
Seine nächste CD For Two mit Duets für Gitarre (Bjarne Roupé) und Piano (Per Salo) erschien bei ECM im Juni 2011.
Neue Kompositionen wurden in Auftrag gegeben und präsentiert vom Max Brand Ensemble, dirigiert von Christoph Cech (Chamber Music Eight, Tage der Neuen Musik, Krems, 2012), und dem Chaos Orchestra, dirigiert von Arnaud Petit (Oiseaux de Guerre, mit der Sängerin Himiko Paganotti, Forum Blanc-Mesnil, France, 2014).
Im August und September 2013 präsentierte Porgy & Bess in Wien sein an seine Kompositionen für das Jazz Composer’s Orchestra aus dem Jahr 1968 anschließendes Projekt mit der Nouvelle Cuisine Big Band, dirigiert von Christoph Cech, mit den Solisten Harry Sokal,  Wolfgang Puschnig, Bjarne Roupé, David Helbock und ihm selbst sowie dem radio.string.quartet.vienna. Aufgeführt wurden Neubearbeitungen der Kompositionen des ursprünglichen Albums, ergänzt durch Überarbeitungen bisher unaufgeführter Kompositionen aus den Jahren zuvor. Eine Auswahl dieser Stücke wurde 2014 bei ECM veröffentlicht. 2015 wurde das Projekt mehrere Male live aufgeführt: in Deutschland beim Moers Festival (mit der Nouvelle Cuisine Big Band) und beim Deutschen Jazzfestival in Frankfurt (mit der hr-Bigband), sowohl als auch in Portugal beim Lissabon Jazz Festival (mit dem Orquestra Jazz de Matosinhos).
Mantlers Comment c’est, ist ein Song-Zyklus mit französischen Texten, der in der Interpretation der Electro-Pop/Jazz-Sängerin Himiko Paganotti mit dem Max Brand Ensemble als Kammerorchester im November 2017 bei ECM veröffentlicht wurde. Die Premiere fand zuvor im September 2016 im Wiener Porgy & Bess statt.
Mit seinem folgenden Projekt setzte Mantler seine Arbeit an orchestralen Reinterpretationen und weiteren Bearbeitungen älterer Werke ein weiteres Mal fort. Fünf Suiten (HideSeek, Alien, Cerco, Folly, TwoThirteen), konzipiert für ein größeres Orchester, dirigiert von Christoph Cech, wurden im September 2019 im Porgy & Bess uraufgeführt und im Juli 2021 bei ECM auf CD (Coda - Orchestra Suites) veröffentlicht.
Seine Concertos wurden im September 2021 in Wien und 2022 in Graz beim Big Band Bang Festival mit dem Janus Ensemble und Solisten unter der Leitung von Christoph Cech aufgeführt.
Songs für Bassklarinette (Gareth Davis) & Trompetensolisten, Vokal- und Blechbläserensembles und Schlagzeug, mit Texten von Samuel Beckett, Ernst Meister, Giuseppe Ungaretti und Michael Mantler, wurde im Oktober 2022 beim Jazz Goes to Town Festival in Hradec Králové in der Tschechischen Republik uraufgeführt, gefolgt von einer Wiederholung im Porgy & Bess in Wien.
Das New Songs Ensemble mit John Greaves (Gesang), Annie Barbazza (Gesang), Michael Mantler (Trompete), Gareth Davis (Bassklarinette), Bjarne Roupé (Gitarre), David Helbock (Klavier) und dem radio.string.quartet führte im September 2023 im Porgy & Bess in Wien neue Versionen der gleichen Lieder auf.

## Preise und Auszeichnungen
Mantler erhielt Kompositionsstipendien vom Creative Artists Program Service, dem National Endowment for the Arts, und ein Stipendium von der Ford Foundation für die Einspielung eines Werkes für Doppelorchester (Thirteen). Kompositionsförderungen erhielt er weiterhin vom dänischen Kulturministerium, sowohl als auch vom Österreichischen Bundesministerium für Kunst und Unterricht. Im Dezember 2004 wurde Mantler der von der Republik Österreich gestiftete Staatspreis für improvisierte Musik verliehen, im Mai 2005 der Jakob-Prandtauer-Preis für Wissenschaft und Kunst der Stadt St. Pölten, und im November 2007 der Preis der Stadt Wien für Musik. September 2023 wurde Mantler mit dem Österreichischen Ehrenkreuz für Wissenschaft und Kunst erster Klasse ausgezeichnet.

## Diskographie

### Als Komponist oder Leader
- 1966: Communication (Fontana) — Jazz Composer's Orchestra
- 1966: Jazz Realities (Fontana) — mit Steve Lacy, Carla Bley
- 1968: The Jazz Composer's Orchestra (JCOA/ECM) — mit u. a. Cecil Taylor, Don Cherry, Pharoah Sanders, Larry Coryell, Roswell Rudd, Gato Barbieri, Carla Bley
- 1974: No Answer (Watt/ECM) — mit Don Cherry, Jack Bruce, Carla Bley; Texte von Samuel Beckett
- 1975: 13 (Watt/ECM) — for two orchestras and piano
- 1976: The Hapless Child (Watt/ECM) — mit Robert Wyatt, Terje Rypdal, Carla Bley, Steve Swallow, Jack DeJohnette; Texte von Edward Gorey
- 1977: Silence (Watt/ECM) — mit Carla Bley, Robert Wyatt, Kevin Coyne, Chris Spedding; Texte von Harold Pinter
- 1978: Movies (Watt/ECM) — mit Carla Bley, Larry Coryell, Steve Swallow, Tony Williams
- 1980: More Movies (Watt/ECM) — mit Carla Bley, Philip Catherine, Steve Swallow, Gary Windo, D Sharpe
- 1983: Something There (Watt/ECM) — mit Nick Mason, Mike Stern, Mike Gibbs, The London Symphony Orchestra strings
- 1985: Alien (Watt/ECM) — mit Don Preston
- 1987: Live  (Watt/ECM) — mit Jack Bruce, Rick Fenn, Don Preston, Nick Mason
- 1988: Many Have No Speech (Watt/ECM) — mit Jack Bruce, Marianne Faithfull, Robert Wyatt, Rick Fenn, Danish Radio Concert Orchestra; Texte von Samuel Beckett, Ernst Meister, Philippe Soupault
- 1990: The Watt Works Family Album (WATT/ECM) — Sampler
- 1993: Folly Seeing All This (ECM) — mit dem Balanescu String Quartet, Rick Fenn, Jack Bruce; Texte von Samuel Beckett
- 1995: Cerco un paese innocente (ECM) — mit Mona Larsen, Kammer Ensemble, und der Danish Radio Big Band; Texte von Giuseppe Ungaretti
- 1997: The School of Understanding (opera) (ECM) — mit Jack Bruce, Mona Larsen, Susi Hyldgaard, John Greaves, Don Preston, Karen Mantler, Per Jørgensen, Robert Wyatt, Kammer Ensemble, Danish Radio Concert Orchestra Strings, dirigiert von Giordano Bellincampi; Texte von Michael Mantler
- 2000: Songs and One Symphony (ECM) — mit Mona Larsen, Kammer Ensemble, Radio Symphony Orchestra Frankfurt, dirigiert von Peter Rundel; Texte von Ernst Meister
- 2001: Hide and Seek (ECM) — mit Robert Wyatt, Susi Hyldgaard, Kammer Ensemble; Texte von Paul Auster
- 2006: Review (ECM; Kompilation 1968–2000)
- 2008: Concertos (ECM) — mit Bjarne Roupé, Bob Rockwell, Roswell Rudd, Pedro Carneiro, Majella Stockhausen, Nick Mason, Kammerensemble Neue Musik Berlin, dirigiert von Roland Kluttig.
- 2011: For Two (ECM) — mit Bjarne Roupé und Per Salo
- 2014: The Jazz Composer's Orchestra Update (ECM) — mit Bjarne Roupé, Harry Sokal, Wolfgang Puschnig, David Helbock, radio.string.quartet.vienna, Nouvelle Cuisine Big Band, dirigiert von Christoph Cech
- 2017: Comment c'est (ECM) — mit Himiko Paganotti, Max Brand Ensemble, dirigiert von Christoph Cech; Texte von Michael Mantler
- 2021: Coda – Orchestral Suites (ECM; neu arrangierte und umgearbeitete Werke von den Alben 13, 3/4, Cerco un paese innocente, Alien, Folly Seeing All This, For Two und Hide And Seek) – mit David Helbock, Maximilian Kanzler, Bjarne Roupé, und Kammerorchester
- 2024: Sempre Notte: Live Songs (Dark Companion) – mit Annie Barbazza, John Greaves, Gareth Davis, Bjarne Roupé, David Helbock und radio.string.quartet

### Mit Carla Bley
- 1972: Escalator over the Hill (JCOA/ECM)
- 1974: Tropic Appetites (Watt/ECM)
- 1977: Dinner Music (Watt/ECM)
- 1978: European Tour 1977 (Watt/ECM)
- 1979: Musique Mecanique (Watt/ECM)
- 1981: Social Studies (Watt/ECM)
- 1981: Amarcord Nino Rota (Hannibal) — verschiedene Künstler
- 1982: Live! (Watt/ECM)
- 1983: Mortelle Randonnée (Polygram) — Filmmusik für gleichnamigen Film von Claude Miller
- 1984: I Hate to Sing (Watt/ECM)
- 1984: Heavy Heart (Watt/ECM)
- 1984: That's the Way I Feel Now (A&M) — verschiedene Künstler

### Mit anderen
- 1969: Gary Burton A Genuine Tong Funeral (RCA)
- 1970: Liberation Music Orchestra (Impulse) — Charlie Haden
- 1976: John Greaves Kew Rhone (Virgin)
- 1981: Nick Mason Nick Mason’s Fictitious Sports (Harvest)
- 1983: Charlie Haden The Ballad of the Fallen (ECM)

## Lexigraphische Einträge
- Carlo Bohländer, Karl Heinz Holler, Christian Pfarr: Reclams Jazzführer. 3., neubearbeitete und erweiterte Auflage. Reclam, Stuttgart 1989, ISBN 3-15-010355-X.
- Ian Carr, Digby Fairweather, Brian Priestley: Rough Guide Jazz. Der ultimative Führer zur Jazzmusik. 1700 Künstler und Bands von den Anfängen bis heute. Metzler, Stuttgart/Weimar 1999, ISBN 3-476-01584-X.
- Wolf Kampmann (Hrsg.), unter Mitarbeit von Ekkehard Jost: Reclams Jazzlexikon. Reclam, Stuttgart 2003, ISBN 3-15-010528-5.